# Donna Vekić
Donna Vekic (Osijek, 28 de junho de 1996) é uma tenista profissional croata e empresária. Em novembro de 2019, ela alcançou o recorde de sua carreira no ranking mundial de número 19. Ela ganhou quatro títulos de simples no WTA Tour - no Malaysian Open de 2014, no Nottingham Open de 2017, no Courmayeur Ladies Open de 2021 e no Abierto de Monterrey de 2023. Ela também ganhou cinco títulos de simples e um título de duplas no Circuito Feminino da ITF. Suas melhores performances em Grand Slams foram, chegar às quartas de final do US Open de 2019, Australian Open de 2023 e a semi-final mais longa em Wimbledon 2024.

### 2012: Primeira final do WTA Tour
Como membro membro da equipe croata da Fed Cup, em fevereiro de 2012, ela jogou três partidas no torneio, inclusive ajudando seu país a vencer por 2 a 0 sobre a Bósnia e Herzegovina.
No Tashkent Open, Vekic chegou à sua primeira final no WTA Tour. Foi sua primeira aparição na chave principal lá, e ela foi a jogadora mais jovem em seis anos a chegar à final de um evento desse tipo. No entanto, ela foi derrotada por Irina-Camelia Begu em dois sets.

### 2013: estreia no Top 100
Vekic começou o ano entrando na chave principal do Australian Open e derrotou Andrea Hlavácková na primeira rodada. Na segunda, ela caiu para a cabeça-de-chave 10 e ex-nº 1 mundial, Caroline Wozniacki, em dois sets.
Vekic se classificou (como 16ª cabeça-de-chave) para a chave principal do Miami Open ao derrotar Marta Sirotkina e Valeria Savinykh. Na primeira rodada, ela venceu a também a vinda da qualificatória Yulia Putintseva. Na segunda, ela perdeu para a 29ª cabeça-de-chave Elena Vesnina. No Monterrey Open, ela derrotou Julia Cohen na primeira rodada. Na segunda rodada, ela perdeu para a sétima cabeça-de-chave Urszula Radwanska. Vekic venceu o torneio de US$ 50k em Istambul, derrotando Elizaveta Kulichkova na final. Vekic terminou a temporada de 2013 em 86º lugar, sua primeira temporada entre as 100 primeiras.

### 2014: Primeiro título WTA
Vekic começou a temporada de 2014 no Shenzhen Open, onde perdeu na primeira rodada para a terceira cabeça-de-chave Klára Zakopalová. No Australian Open, ela foi derrotada na primeira rodada pela vinda da qualificatória Lucie Hradecká.
Na Tailândia, no Pattaya Open, ela perdeu na primeira rodada para a cabeça-de-chave Sabine Lisicki. Na Brasil Tennis Cup, Vekic foi derrotado na primeira rodada pela terceira cabeça-de-chave e eventual campeã, Klára Zakopalová. Em março, ela recebeu um "wild card" para o Indian Wells Open, onde perdeu na segunda rodada para a 12ª cabeça-de-chave Dominika Cibulková. No Miami Open em Key Biscayne, Vekic passou pela qualificatória com vitórias sobre Alla Kudryavtseva e Johanna Larsson. Na chave principal, ela derrotou Svetlana Kuznetsova, 28ª cabeça-de-chave, na segunda rodada. Ela foi derrotada na terceira rodada pela oitava cabeça-de-chave Petra Kvitová. No Abierto de Monterrey, Vekic venceu a quinta cabeça-de-chave Garbiñe Muguruza na primeira rodada em dois sets com "tiebreak", mas perdeu para Karolína Plíšková na segunda rodada, em três sets. Como cabeça-de-chave nº 7 no Malaysian Open, Vekic conquistou seu primeiro título de torneio WTA ao derrotar a cabeça-de-chave Dominika Cibulková na final.
No Madrid Open, Vekic foi derrotada na última rodada da qualificatória por Kristina Mladenovic. No Aberto da França, ela perdeu na primeira rodada para Julia Glushko.
Vekic jogou um torneio em quadra de grama antes de Wimbledon, no Birmingham Classic, onde foi derrotada na primeira rodada por Belinda Bencic. No Torneio de Wimbledon, Vekic surpreendeu a 21ª cabeça-de-chave Roberta Vinci na primeira rodada. Ela perdeu na segunda rodada para a finalista de Wimbledon de 2010, Vera Zvonareva.
Na Istanbul Cup, Vekic foi derrotada na primeira rodada pela terceira cabeça-de-chave Klára Koukalová. Na Baku Cup, ela perdeu na segunda rodada para Kristina Mladenovic.
Vekic começou o US Open Series na Rogers Cup, onde foi eliminada na primeira rodada da qualificatória por Tamira Paszek. No Cincinnati Open, ela perdeu na primeira rodada da qualificatória para Monica Niculescu. No Connecticut Open, ela foi derrotada na primeira rodada da qualificatória por Belinda Bencic. Em Flushing Meadows, ela perdeu na primeira rodada para Coco Vandeweghe.
Como cabeça-de-chave nº 5 no Tashkent Open, Vekic foi derrotada na segunda rodada por Urszula Radwanska. No Korea Open, ela perdeu na primeira rodada para Maria Kirilenko. Depois de se classificar para a primeira edição do Wuhan Open, Vekic foi derrotada na primeira rodada pela 16ª cabeça-de-chave Andrea Petkovic.

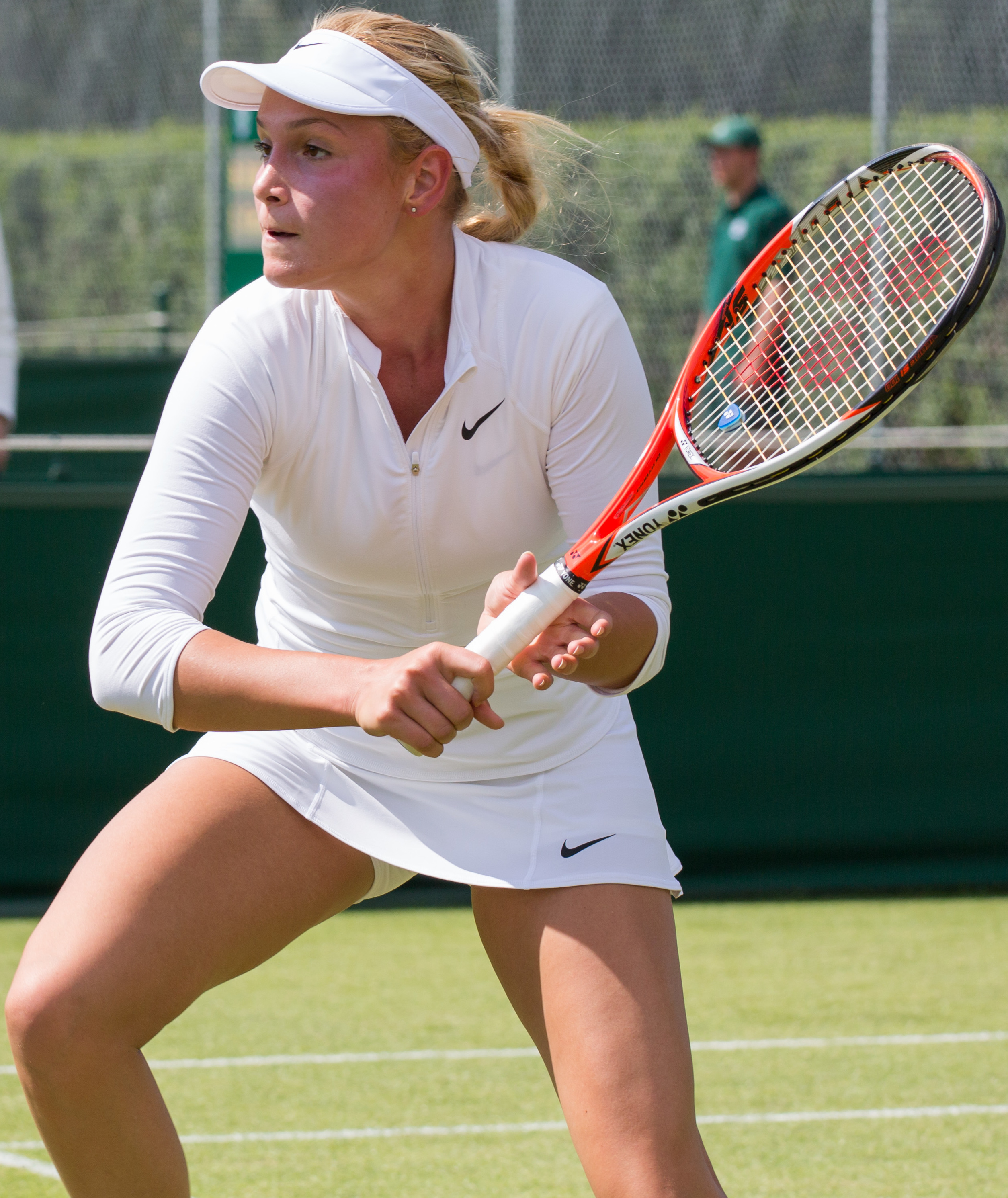
Vekić durante as qualificatórias de Wimbledon de 2015.

### 2015: Quarta final de torneios WTA
Vekic começou o ano como nº 81 do mundo. Depois de um péssimo início de temporada, ela venceu Louisa Chirico em Indian Wells, mas perdeu na segunda rodada para Zarina Diyas. Depois que sua classificação caiu para a posição 177, ela entrou na Lale Cup em Istambul como a cabeça-de-chave, mas perdeu nas quartas de final para a sexta cabeça-de-chave, Margarita Gasparyan. Ela perdeu na primeira rodada do Marrakesh Grand Prix e na segunda rodada do Madrid Open.
Durante o Aberto da França, ela conquistou sua primeira vitória entre as 40 primeiras na temporada, ao vencer Caroline Garcia, e também derrotou Bojana Jovanovski antes de ser eliminada por Ana Ivanovic. Depois do Aberto da França, ela continuou em má forma desde a primeira metade da temporada, não conseguindo se classificar para Wimbledon ou para o US Open. Em Tashkent, ela chegou à final com vitórias em três sets sobre Kiki Bertens, Carina Witthöft e Anna-Lena Friedsam e uma vitória em dois sets sobre Evgeniya Rodina, mas perdeu para Nao Hibino. Ela terminou a temporada em 105º lugar.

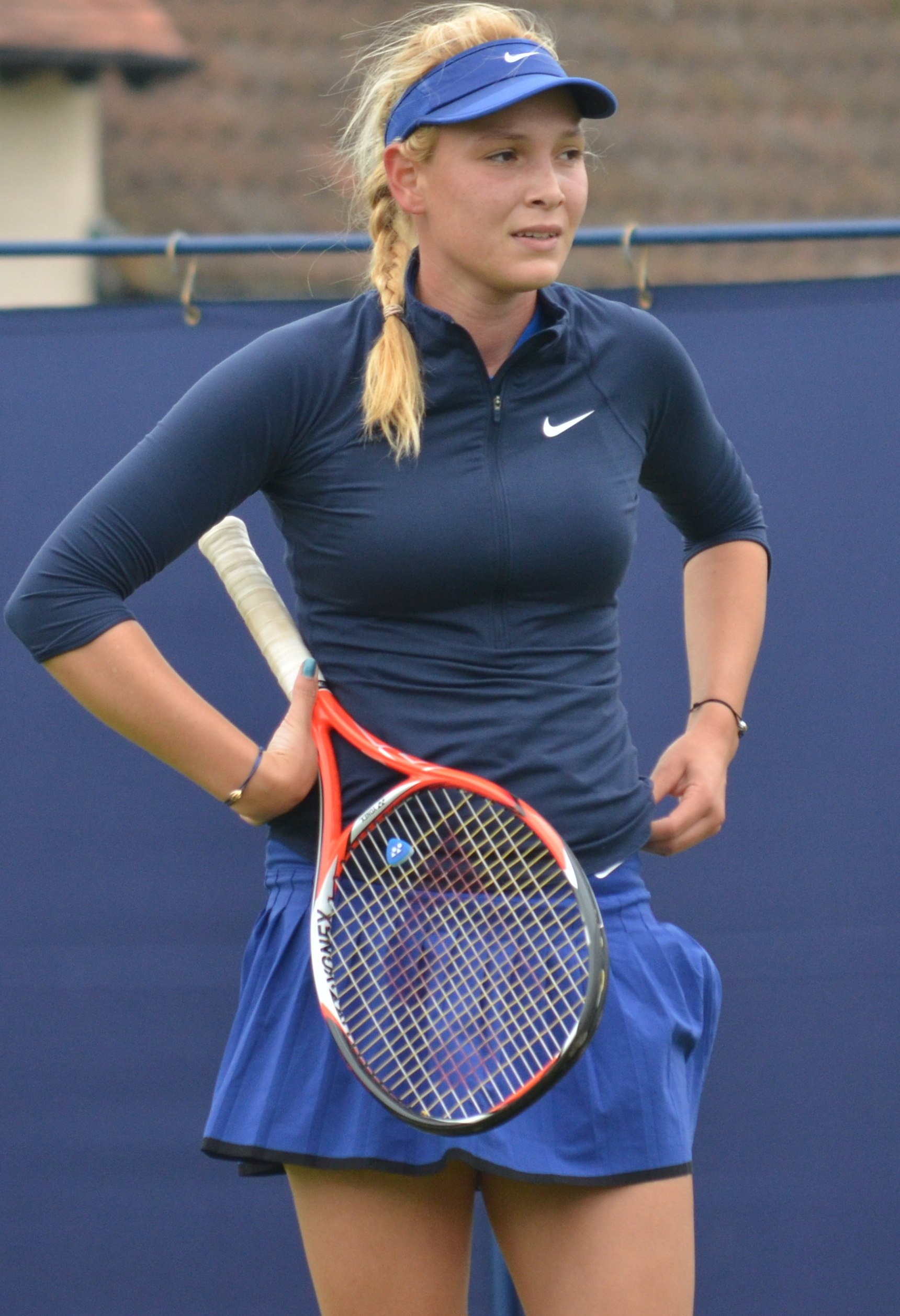
Vekić no Aegon International de 2016 em Eastbourne.

### 2016: Quinto título da ITF
Vekic começou a temporada em 103º lugar. No Australian Open, ela perdeu na primeira rodada para a vinda da qualificatória Naomi Osaka. Ela chegou às quartas de final do San Antonio Open, com vitórias sobre Aliaksandra Sasnovich e Kiki Bertens, antes de perder para Tsvetana Pironkova. Ela perdeu na primeira rodada de dez torneios WTA consecutivos de fevereiro a agosto, incluindo o Aberto da França, onde perdeu para Madison Keys, e Wimbledon, onde levou Venus Williams para um tie-break no primeiro set, mas perdeu em dois sets.
Em Cincinnati, em agosto, Vekic teve vitórias sobre Varvara Lepchenko e Mariana Duque-Marino na qualificatória, e derrotou a nº 25 mundial Ana Ivanovic, na primeira rodada, antes de perder para a décima cabeça-de-chave Johanna Konta na segunda rodada. Ela não conseguiu progredir na qualificatória para o US Open. Em setembro, ela chegou à final do ITF de São Petersburgo, com vitórias sobre Olga Doroshina, Anastasiya Komardina, Vesna Dolonc e Aryna Sabalenka, antes de perder a final para Natalia Vikhlyantseva, em dois sets. Em Tashkent, ela perdeu na primeira rodada para Kateryna Kozlova. Em Tianjin, após a vitória sobre Zhang Kailin, ela perdeu para a segunda cabeça-de-chave, Svetlana Kuznetsova.
Em outubro, no Soho Square Tournament, ela teve vitórias sobre Laura Pigossi, Jaqueline Cristian (por desistência) e Arantxa Rus, antes de vencer Maria Sakkari em três sets nas semifinais para chegar à sua segunda final da ITF no ano. Na final, ela derrotou Sara Sorribes Tormo em três sets, conquistando o quinto título da ITF em sua carreira. Em Poitiers, ela perdeu na primeira rodada para Lauren Davis, enquanto no Open de Limoges ela chegou à terceira rodada, onde perdeu em três sets para a número 24 do mundo e cabeça-de-chave, Caroline Garcia. Vekic terminou a temporada em 101º lugar no ranking mundial.

### 2017: Segundo título WTA
Ela chegou à segunda rodada no Australian Open e depois perdeu para Caroline Wozniacki. Vekic conquistou seu segundo título do WTA Tour no Nottingham Open em junho, derrotando Johanna Konta em três sets. Duas semanas depois, na segunda rodada do Torneio de Wimbledon, ela perdeu para Konta em três sets, com o set final durando dezoito games. No US Open, ela alcançou a terceira rodada de um torneio do Grand Slam pela primeira vez desde o Aberto da França de 2015, perdendo facilmente para Anastasija Sevastova. Vekic entrou no top 50 pela primeira vez em julho, alcançou o 45º lugar no ranking de simples de sua carreira em 25 de setembro e terminou a temporada em 56º lugar.

### 2018: Sucesso continua, ranking das 50 melhores no final do ano

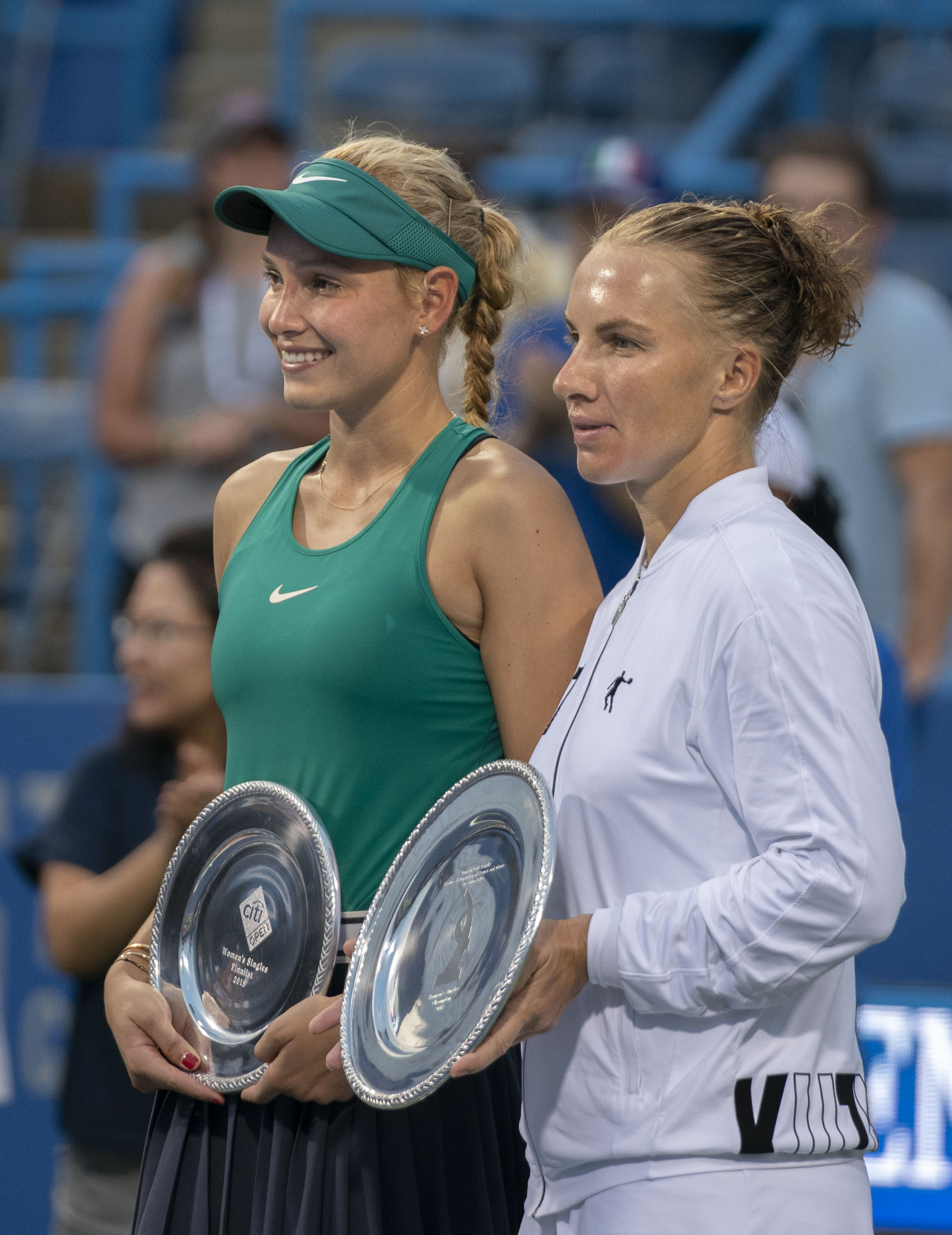
Vekić e Kuznetsova depois da final do Washington Open de 2018.

No Torneio de Wimbledon de 2018, Vekic alcançou a quarta rodada em um Grand Slam pela primeira vez em sua carreira. Ela derrotou a número 4 do mundo, Sloane Stephens, na primeira rodada, depois venceu Rebecca Peterson e Yanina Wickmayer em dois sets antes de perder para a eventual semifinalista Julia Görges. Após Wimbledon, ela chegou à final no Washington Open; no entanto, ela perdeu para Svetlana Kuznetsova em três sets, depois de desperdiçar quatro match points no segundo set. Em setembro, Vekic chegou às semifinais em Tóquio ao derrotar duas das top 10, Sloane Stephens e Caroline Garcia. Ela terminou a temporada em 34º lugar, seu primeiro top 50 no final do ano.

### 2019: Quartas de final do primeiro Grand Slam, resultados consistentes, ranking das 20 primeiras no final do ano
Vekic começou o ano forte ao chegar às semifinais em Brisbane, mas não conseguiu manter o ímpeto no Australian Open, sendo derrotada na segunda rodada pela "wild card" australiana e número 240 do mundo, Kimberly Birrell. Ela se recuperou em seu próximo torneio, alcançando a maior final de sua carreira no St. Petersburg Ladies Trophy, um evento de nível Premier. Ao longo do caminho, ela derrotou a atual campeã, número 2 do mundo e vice-campeã do Australian Open, Petra Kvitová, nas quartas de final, sua primeira vitória na carreira sobre a tcheca. Na final, ela foi derrotada pela número 8 do mundo, Kiki Bertens, em dois sets. Ela então alcançou outra semifinal em Acapulco, perdendo para a eventual campeã Wang Yafan, antes de registrar eliminações nas primeiras rodadas em Indian Wells e Miami.
Vekic jogou apenas dois torneios de aquecimento em quadra de saibro, perdendo nas quartas de final para a nº 1 do mundo, Naomi Osaka, em Stuttgart e se retirando na partida da terceira rodada contra a croata Petra Martic em Madri devido a uma lesão no pé.
Como 23ª cabeça-de-cgave no Aberto da França, Vekic avançou para a quarta rodada pela primeira vez em sua carreira, após derrotar a nº 15 do ranking, Belinda Bencic, na terceira rodada. Ela então perdeu para Johanna Konta, em dois sets.
Abrindo a temporada de quadra de grama em Nottingham, Vekic alcançou sua segunda final do ano antes de cair para a ex-número 4 do mundo, Caroline Garcia, apesar de liderar por um set e uma quebra de serviço. Depois de uma derrota na primeira rodada para a campeã do Aberto da França, Ashleigh Barty, em Birmingham, Vekic foi considerada uma potencial "zebra" na chave de simples feminino em Wimbledon. No entanto, ela foi derrotada em três sets na primeira rodada pela eventual quarta finalista, a americana Alison Riske.
Recuperando-se dessa decepção, Vekic abriu a temporada de verão em quadra dura chegando à semifinal em San José antes de chegar à terceira rodada em Cincinnati, onde caiu para Venus Williams. Como 23ª cabeça-de-chave no US Open, Vekic derrotou Richèl Hogenkamp, Kaia Kanepi, Yulia Putintseva e a 26ª cabeça-de-chave Julia Görges para avançar para sua primeira quartas de final em Grand Slam, tornando-se a primeira croata a chegar às oitavas de final no US Open desde Ana Konjuh em 2016 Lá, ela foi derrotada pela 13ª cabeça-de-chave Bencic, em dois sets.
Apesar de registrar apenas duas vitórias em seus próximos cinco torneios depois do US Open, Vekic se classificou para o torneio de simples de final de ano, o WTA Elite Trophy, pela primeira vez em sua carreira. Chaveada no Grupo Azalea com Kiki Bertens e Dayana Yastremska, ela caiu em dois sets em ambas as partidas, encerrando sua temporada. Mesmo assim, Vekic terminou o ano em 19º lugar no ranking mundial, seu primeiro resultado entre as 20 primeiras no final do ano.

### 2020: terceira rodada do Aberto da Austrália e do Aberto dos Estados Unidos, entre os 20 primeiros

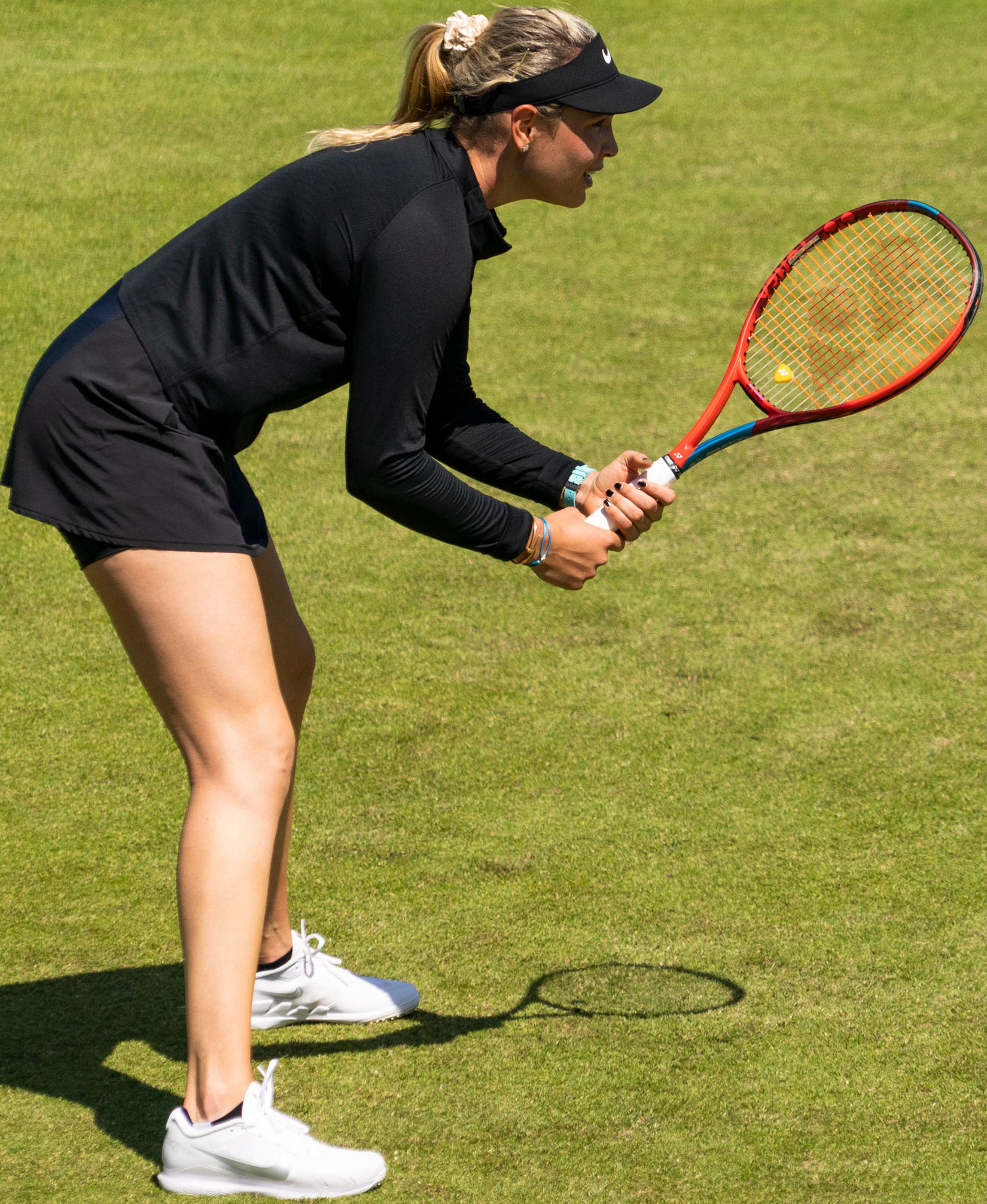
Vekić no Nottingham Open de 2021.

Vekic deu início à temporada de 2020 no Brisbane International. Ela perdeu na primeira rodada para a vinda da qualificatória Yulia Putintseva. Jogando na primeira edição do Adelaide International, Vekic chegou às quartas de final, onde foi derrotada pela eventual finalista, Dayana Yastremska.
Como 19ª cabeça-de-chave no Australian Open, Vekic venceu a campeã de 2008 e ex-nº 1 mundial, Maria Sharapova, na primeira rodada, e Alizé Cornet na segunda. Ela perdeu na terceira rodada para Iga Swiatek.
No St. Petersburg Ladies Trophy, Vekic, a sétima cabeça-de-chave e finalista do ano anterior, foi derrotada na segunda rodada por Ekaterina Alexandrova. Como 17ª cabeça-de-chave no Qatar Open, ela perdeu na primeira rodada para Iga Swiatek.

### 2021: Quarta rodada de Major, Cirurgia, Olimpíadas, Terceiro título e de volta às top 70

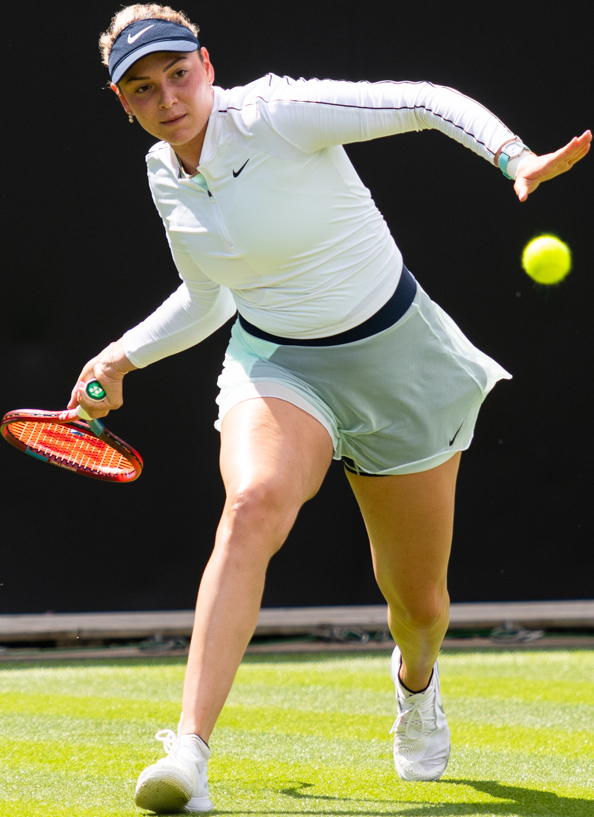
Vekić em Eastbourne, 2022.

Vekic começou sua temporada de 2021 na primeira edição do Abu Dhabi Women's Open. Como 16ª cabeça-de-chave, ela perdeu na primeira rodada para Bernarda Pera. Como cabeça-de-chave nº 9 na primeira edição do Yarra Valley Classic, ela foi derrotada na segunda rodada por Tsvetana Pironkova. Como 28ª cabeça-de-chave no Australian Open, ela alcançou seu melhor resultado ao chegar à quarta rodada; ela acabou sendo eliminada do torneio pela 22ª cabeça-de-chave e eventual finalista, Jennifer Brady. Com esta campanha, ela alcançou a quarta rodada ou melhor, completando a série de aparições na segunda semana, em cada um dos quatro eventos do Grand Slam. Após o Australian Open, ela passou por uma cirurgia no joelho direito e disse que ficaria fora de ação por um tempo. Vekic voltou a tempo para o Aberto da França, mas foi derrotada na primeira rodada pela nona cabeça-de-chave Karolína Plíšková.
Como cabeça-de-chave nº 3 no Nottingham Open, seu primeiro torneio em quadra de grama da temporada, Vekic perdeu na terceira rodada para a 15ª cabeça-de-chave Nina Stojanovic. Também como cabeça-de-chave nº 3 em Birmingham, ela chegou às quartas de final e foi derrotada por Heather Watson. Em Wimbledon, ela foi eliminada na segunda rodada pela oitava cabeça-de-chave e eventual finalista, Karolína Plíšková.
Representando a Croácia nos Jogos Olímpicos de Verão, Vekic derrotou a terceira cabeça-de-chave Aryna Sabalenka na segunda rodada. Ela foi derrotada na terceira rodada pela 15ª cabeça-de-chave e eventual semifinalista, Elena Rybakina.
Incapaz de defender seus pontos no US Open de 2019, Vekic caiu do top 100 em 20 de setembro de 2021 para o número 101 do mundo, sua classificação mais baixa em cinco anos desde o final de 2016. No entanto, depois de ganhar seu terceiro título WTA no Courmayeur Open em outubro, ela voltou ao top 70.

### 2022: Hiato, segunda final do WTA 500, de volta ao top 50

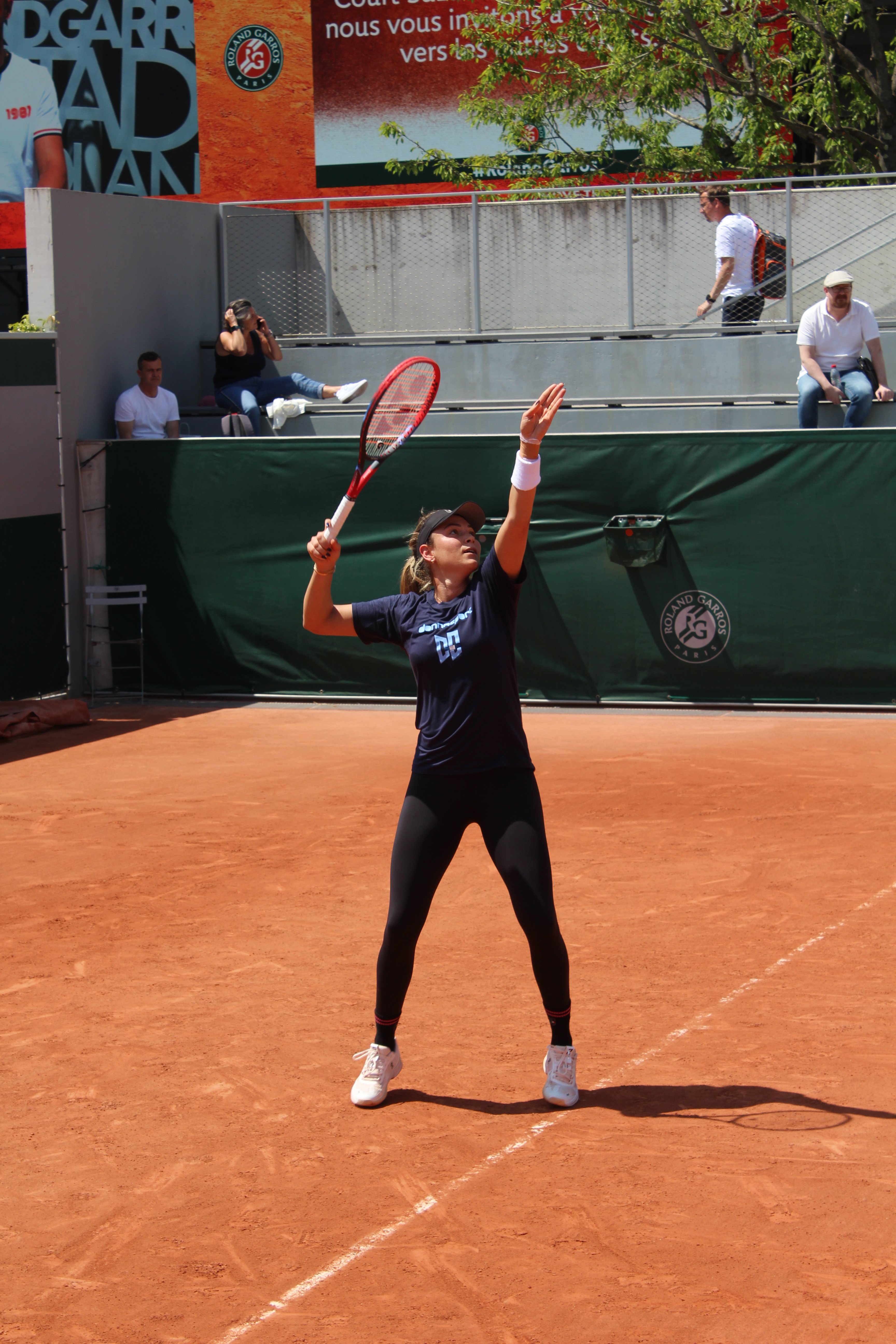
Vekić treinando em Roland Garros, 2023.

Vekić teve um hiato de dois meses entre o Australian Open e antes de Rolland Garros retornar à turnê WTA em abril. Classificada em 101º lugar, ela se classificou para o Aberto da França de 2022 como a sexta cabeça-de-chave da qualificatória. Foi a primeira vez que Vekic teve que disputar a qualificatória para um Major desde o US Open de 2016, devido à lesão e falta de jogo entre o Australian Open e Roland Garros em 2021, levando a uma queda na classificação. Depois de participar da chave principal no Aberto da França e uma vitória na primeira rodada sobre Mirjam Björklund, ela foi derrotada por Amanda Anisimova na segunda rodada. Em Wimbledon, Vekic perdeu na primeira rodada para Jessica Pegula, em dois sets.
Em 17 de outubro de 2022, Vekić voltou ao top 50 no 47º lugar do mundo pela primeira vez desde julho de 2021. depois de uma exibição final no WTA 500 San Diego Open vinda da qualificatória, derrotando quatro jogadoras entre as 25 primeiras consecutivamente (incluindo duas entre as 10 primeiras) antes de perder para Iga Swiatek.

### 2023: Primeiras quartas de final do Aberto da Austrália, quarto título WTA, de volta ao top 25
Vekic começou sua temporada de 2023 na United Cup, onde representou a Croácia. Ela venceu todas as três partidas em dois sets, incluindo uma vitória sobre a francesa Alize Cornet. Depois da United Cup, ela entrou no Australian Open ranqueada em 64º lugar. Lá ela derrotou Oksana Selekhmeteva [en], a 18ª cabeça-de-chave Liudmila Samsonova, Nuria Párrizas Díaz [en] e Linda Fruhvirtová para chegar à sua primeira quartas de final do Australian Open. Lá ela perdeu para a eventual campeã, Aryna Sabalenka, em dois sets. Como resultado, ela subiu 30 posições no ranking e voltou a entrar no top 40 no número 33 do mundo em 30 de janeiro de 2023.
Vekic conquistou seu quarto título na carreira derrotando a cabeça-de-chave Caroline Garcia em três sets apertados no Abierto GNP Seguros em Monterrey, México. A vitória foi sua primeira sobre uma Top 10 da temporada e o primeiro título desde 2021. Como resultado, ela voltou ao top 25 em 6 de março de 2023.

### 2024
Vekic teve um início de temporada discreto. Participou com o Time da Croácia da United Cup, e dos dois jogos de simples que participou ela venceu ambos em jogos de três sets. Em seguida, partiu direto para o Australian Open, no qual como "cabeça de chave" N° 21, foi eliminada por Anastasia Pavlyuchenkova em sets diretos na primeira rodada.
Prosseguindo sua campanha em quadras duras, agora na Europa, Vekic participou do Upper Austria Ladies Linz, onde, como "cabeça de chave" N° 3, ficou de "bye" na primeira rodada, venceu a "wild card", Dayana Yastremska na segunda e Clara Burel nas quartas de final, ambos os jogos em sets diretos. Na semifinal, perdeu para a "cabeça de chave" N° 2 Ekaterina Alexandrova em um longo e equilibrado jogo de três sets. Já no Oriente Médio, Vekic participou do Qatar Open, onde ficou na primeira rodada, e em Dubai, depois de vencer a cabeça de chave N° 2 Aryna Sabalenka, de virada em um intenso jogo de três sets, chegou às oitavas de final quando perdeu para Sorana Cirstea em outro jogo equilibrado de três sets. No giro americano, chegou às quartas de final em San Diego, onde perdeu para Katie Boulter em sets diretos, perdeu em seu jogo de estreia em Indian Wells para Caroline Wozniacki em sets diretos e não passou da segunda rodada em Miami.
Vekic deu início à temporada em quadras de saibro no Porsche Tennis Grand Prix, onde perdeu para a cabeça de chave N° 6 Marketa Vondrousova na primeira rodada em sets diretos. Em Madri, venceu Laura Siegemund na primeira rodada em sets diretos mas perdeu na segunda para a cabeça de chave N° 5 Maria Sakkari, também em sets diretos. No Aberto de Roma, perdeu na primeira rodada para Lesia Tsurenko em jogo de três sets. Já no Aberto da França, venceu Lesia Tsurenko, na primeira rodada com a desistência da adversária por contusão no primeiro set, venceu a cabeça de chave N° 18, Marta Kostyuk, na segunda em sets diretos, mas perdeu na terceira para a vinda da qualificatória, Olga Danilović, em jogo de três sets.
Vekic começou a temporada em quadras de grama pelo Libéma Open, no qual venceu Tamara Korpatsch [en] na primeira rodada em sets diretos mas perdeu para Greet Minnen [en] na segunda em jogo de três sets. Em seguida, no Berlin Ladies Open, venceu a "wild card" local, Jule Niemeier [en], na primeira rodada em jogo de três sets mas perdeu para a cabeça de chave N° 4, Jessica Pegula, na segunda em sets diretos. Logo depois, no Bad Homburg Open, venceu a vinda da qualificatória, Lucia Bronzetti, na primeira rodada em sets diretos, a cabeça de chave N° 6, Ekaterina Alexandrova na segunda, em jogo de três sets, e foi beneficiada pela retirada da adversária, Katerina Siniakova por contusão, antes da partida das quartas de final. Na sua semifinal, enfrentou a vinda da qualificatória, Viktoriya Tomova, jogo que venceu em sets diretos, e na final, enfrentou Diana Shnaider, onde perdeu em jogo de três sets, ficando com o vice campeonato. No mês seguinte, participou de Wimbledon, onde passou por Wang Xiyu, Erika Andreeva, Dayana Yastremska, Paula Badosa e Lulu Sun, para chegar à semifinal contra Jasmine Paolini, jogo que perdeu em três sets.
De volta às quadras de saibro, Vekic participou dos Jogos Olímpicos de 2024, também disputados no Stade Roland Garros, onde passou por Lucia Bronzetti, Bianca Andreescu, Coco Gauff, Marta Kostyuk e Anna Karolina Schmiedlova para chegar à final, jogo que perdeu para Zheng Qinwen em sets diretos, ficando com a medalha de prata.

## Fora da quadra

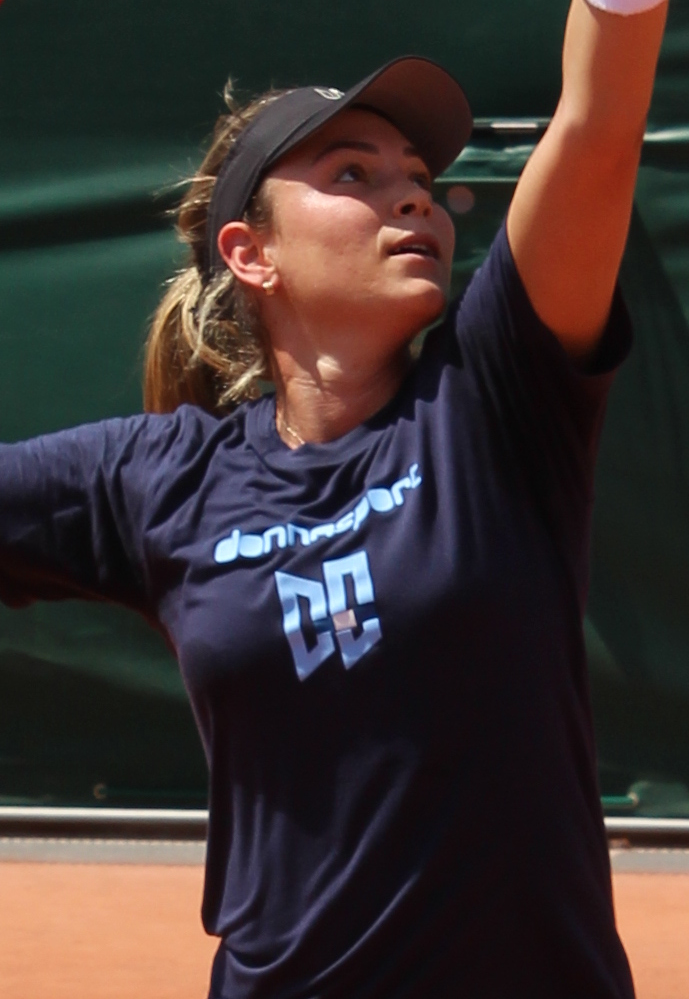
Vekic utilizando sua linha de "sportswear".

Além do tênis, Vekic estabeleceu uma marca de fragrâncias domésticas de luxo, DNNA, em 2021, vendendo velas de cera de abelha e difusores de junco. Ela anunciou que uma proporção de toda a receita de vendas será doada para a conservação das abelhas em sua terra natal, a Croácia.
Em janeiro de 2023, Vekic se tornou embaixadora da marca "Uomo Sport" com uma linha específica de "sportswear [en]" chamada "Donnasport".

## Finais da WTA

### Simples (1–2)
| Legenda                             |
| ----------------------------------- |
| Grand Slam (0–0)                    |
| WTA Tour (0–0)                      |
| Premier Mandatory & Premier 5 (0–0) |
| Premier (0–0)                       |
| International (1–2)                 |

| Finais por Piso |
| --------------- |
| Duro (1–1)      |
| Saibro (0–0)    |
| Grama (0–1)     |
| Carpete (0–0)   |

| Posição | N. | Data             | Torneio                                | Piso  | Oponente           | Placar             |
| ------- | -- | ---------------- | -------------------------------------- | ----- | ------------------ | ------------------ |
| Vice    | 1. | 15 Setembro 2012 | Tashkent Open, Tashkent, Uzbequistão   | Duro  | Irina-Camelia Begu | 4–6, 4–6           |
| Vice    | 2. | 16 Junho 2013    | Aegon Classic, Birmingham, Reino Unido | Grama | Daniela Hantuchová | 6–7(5–7), 4–6      |
| Campeã  | 1. | 20 Abril 2014    | Malaysian Open, Kuala Lumpur, Malásia  | Duro  | Dominika Cibulková | 5–7, 7–5, 7–6(7–4) |
| Vice    | 3. | 3 Outubro 2015   | WTA de Tashkent, Tashkent, Usbequistão | Duro  | Nao Hibino         | 2–6, 2–6           |

## Finais da ITF (5–7)

### Simples (4–7)
| Legenda           |
| ----------------- |
| $100,000 torneios |
| $75,000 torneios  |
| $50,000 torneios  |
| $25,000 torneios  |
| $15,000 torneios  |
| $10,000 torneios  |

| Finais por Piso |
| --------------- |
| Duro (4–6)      |
| Saibro (0–1)    |
| Grama (0–0)     |
| Carpete (0–0)   |

| Posição | N. | Data            | Torneio                  | Piso   | Oponente              | Placar             |
| ------- | -- | --------------- | ------------------------ | ------ | --------------------- | ------------------ |
| Vice    | 1. | 18 Abril 2011   | Hvar, Croácia            | Saibro | Ema Burgic            | 5–7, 6–7(2–7)      |
| Campeã  | 1. | 25 Julho 2011   | Chiswick, Reino Unido    | Duro   | Bojana Bobusic        | 3–6, 6–3, 6–3      |
| Vice    | 2. | 15 Agosto 2011  | Westende, Bélgica        | Duro   | Lu Jiajing            | 4–6, 6–7(4–7)      |
| Vice    | 3. | 17 Outubro 2011 | Lagos, Nigéria           | Duro   | Elina Svitolina       | 4–6, 3–6           |
| Vice    | 4. | 24 Outubro 2011 | Lagos, Nigéria           | Duro   | Tamaryn Hendler       | 4–6, 5–7           |
| Campeã  | 2. | 19 Março 2012   | Bangalore, Índia         | Duro   | Andrea Koch Benvenuto | 6–2, 6–4           |
| Vice    | 5. | 16 Abril 2012   | Namangan, Uzbequistão    | Duro   | Olga Puchkova         | 6–3, 3–6, 2–6      |
| Campeã  | 3. | 14 Maio 2012    | Fergana, Uzbequistão     | Duro   | Nadiia Kichenok       | 6–2, 6–2           |
| Vice    | 6. | 16 Julho 2012   | Campos do Jordão, Brasil | Duro   | María Irigoyen        | 5–7, 0–6           |
| Vice    | 7. | 23 Julho 2012   | Wrexham, Reino Unido     | Duro   | Carina Witthöft       | 2–6, 7–6(7–4), 2–6 |
| Campeã  | 4. | 22 Abril 2013   | Istanbul, Turquia        | Duro   | Elizaveta Kulichkova  | 6–4, 7–6(7–4)      |

### Duplas (1–0)
| Legenda           |
| ----------------- |
| $100,000 torneios |
| $75,000 torneios  |
| $50,000 torneios  |
| $25,000 torneios  |
| $15,000 torneios  |
| $10,000 torneios  |

| Finais por Piso |
| --------------- |
| Duro (1–0)      |
| Saibro (0–0)    |
| Grama (0–0)     |
| Carpete (0–0)   |

| Posição | N. | Data           | Torneio           | Piso | Parceira         | Oponentes                       | Placar   |
| ------- | -- | -------------- | ----------------- | ---- | ---------------- | ------------------------------- | -------- |
| Campeã  | 1. | 15 Agosto 2011 | Westende, Bélgica | Duro | Alexandra Walker | Anouk Delefortrie Déborah Kerfs | 6–4, 6–3 |